# Tro Bro Leon
La Tro Bro Leon és una cursa ciclista que es disputa anualment pels voltants de la ciutat de Lannilis, al departament de Finisterre, a la Bretanya. Fins al 1998 la cursa la disputaren ciclistes amateurs. Des del 2020 forma part de l'UCI ProSeries amb una categoria 1.Pro.
La principal característica de la cursa són els 24 trams de grava, pavé i terra que hi ha repartits pels 200 km del recorregut, fent un total de quasi 30 km sense pavimentar. Això fa que la cursa sigui coneguda com «la petita París-Roubaix».
La cursa es disputa durant el mes d'abril des del 1984, i el corredor que més vegades l'ha guanyat ha estat el francès Philippe Dalibard, amb tres victòries.
La prova pertany a la Copa de França de ciclisme.

## Palmarès
| Any  | Vencedor             | Segon                   | Tercer               |         |
| ---- | -------------------- | ----------------------- | -------------------- | ------- |
| 1984 | Bruno Chemin         | Jean-Jacques Lamour     | Marcel Richeux       |         |
| 1985 | Bruno Chemin         | Hubert Graignic         | Dominique Le Bon     |         |
| 1986 | Philippe Dalibard    | Jean-Jacques Lamour     | Marc Hibou           |         |
| 1987 | Dominique Le Bon     | Philippe Beau           | Jean-Jacques Lamour  |         |
| 1988 | Philippe Dalibard    | Stéphane Piriac         | Dominique Le Bon     |         |
| 1989 | Philippe Dalibard    | Serge Oger              | Bertrand Sourget     |         |
| 1990 | Marc Hibou           | Philippe Dalibard       | Emmanuel Mallet      |         |
| 1991 | William Milloux      | Loïc Le Flohic          | Xavier Brissaud      |         |
| 1992 | Jaan Kirsipuu        | Jean-Louis Conan        | Jean-Marc Barbé      |         |
| 1993 | Jean-Philippe Rouxel | Michel Lallouët         | Francis Urien        |         |
| 1994 | Stéphane Pétilleau   | Serge Oger              | Jean-Jacques Lamour  |         |
| 1995 | Camille Coualan      | Philippe Le Barbier     | Sylvain Desbois      |         |
| 1996 | Thierry Bricaud      | Francis Urien           | Walter Bénéteau      |         |
| 1997 | Frédéric Delalande   | Jean-Philippe Rouxel    | Franck Laurance      |         |
| 1998 | Frédéric Delalande   | Francis Urien           | Jean-Michel Thilloy  |         |
| 1999 | Jean-Michel Thilloy  | Ludovic Capelle         | Ludovic Auger        |         |
| 2000 | Jo Planckaert        | Samuel Sánchez González | Ludovic Capelle      |         |
| 2001 | Jacky Durand         | Erwin Thijs             | Eddy Lembo           |         |
| 2002 | Baden Cooke          | Walter Bénéteau         | Sébastien Hinault    |         |
| 2003 | Samuel Dumoulin      | Philippe Gilbert        | Didier Rous          |         |
| 2004 | Samuel Dumoulin      | Christophe Mengin       | Bert Scheirlinckx    |         |
| 2005 | Tristan Valentin     | Cédric Coutouly         | Mikhaïl Timoixin     |         |
| 2006 | Mark Renshaw         | Aliaksandr Vússau       | Jean-Patrick Nazon   |         |
| 2007 | Saïd Haddou          | Sébastien Chavanel      | Christophe Diguet    |         |
| 2008 | Frédéric Guesdon     | Maksim Gurov            | Julien Belgy         |         |
| 2009 | Saïd Haddou          | Stéphane Bonsergent     | Lilian Jégou         |         |
| 2010 | Jérémy Roy           | Renaud Dion             | Lloyd Mondory        |         |
| 2011 | Vincent Jérôme       | Will Routley            | Arnold Jeannesson    |         |
| 2012 | Ryan Roth            | Benoît Jarrier          | Guillaume Boivin     |         |
| 2013 | Francis Mourey       | Johan Le Bon            | Anthony Geslin       |         |
| 2014 | Adrien Petit         | Flavien Dassonville     | Cédric Pineau        |         |
| 2015 | Alexandre Geniez     | Benoît Jarrier          | Florian Sénéchal     |         |
| 2016 | Martin Mortensen     | Peter Williams          | Florian Vachon       |         |
| 2017 | Damien Gaudin        | Frederik Backaert       | Benjamin Giraud      |         |
| 2018 | Christophe Laporte   | Damien Gaudin           | Jelle Mannaerts      |         |
| 2019 | Andrea Vendrame      | Baptiste Planckaert     | Emil Nygaard Vinjebo |         |
| 2020 | suspesa              | suspesa                 | suspesa              | suspesa |
| 2021 | Connor Swift         | Piet Allegaert          | Baptiste Planckaert  |         |
| 2022 | Hugo Hofstetter      | Luca Mozzato            | Connor Swift         |         |
| 2023 | Giacomo Nizzolo      | Arnaud De Lie           | Nils Eekhoff         |         |
| 2024 | Arnaud De Lie        | Clément Venturini       | Pierre Gautherat     |         |
| 2025 | Bastien Tronchon     | Pierre Gautherat        | Valentin Madouas     |         |